# Andøy

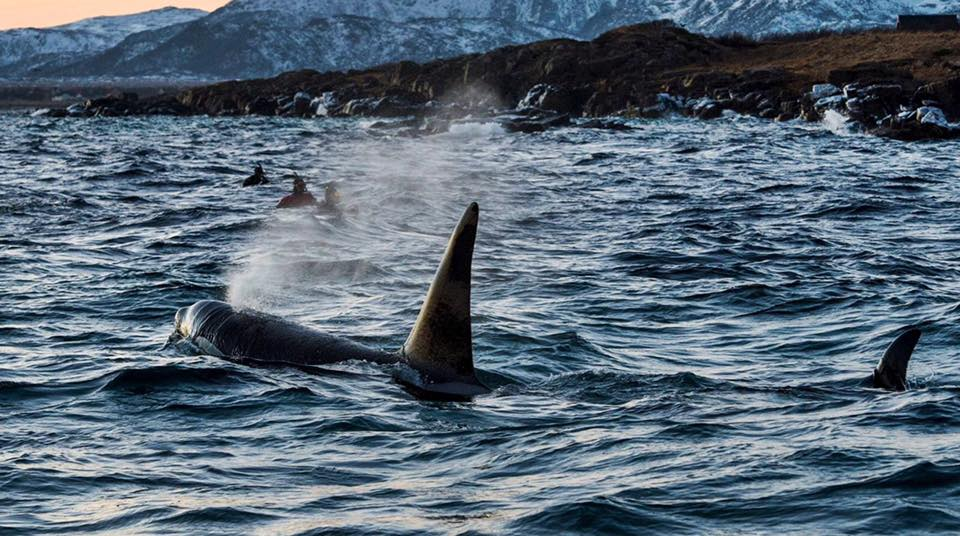
Turisti mentre praticano snorkling tra le orche presso Andenes.

Andøy è il comune più a nord della contea di Nordland, in Norvegia. Capoluogo del comune è il centro abitato di Andenes situato sull'estremo settentrionale dell'isola di Andøya.

## Geografia
Il comune comprende l'intera isola di Andøya, l'isola più settentrionale dell'arcipelago di Vesterålen, 300 km a nord del Circolo polare artico, include inoltre la parte più nord-occidentale dell'isola di Hinnøya e altre isole minori e isolotti per un totale di circa 189 isole.
Il comune a sud-est e sud-ovest confina a con quello di Sortland su Hinnøya,  nel Gavlfjorden il confine a sud-ovest con Sortland e a ovest con il comune di Øksnes e nell'Andfjorden a est confina con i comuni di Senja e Harstad entrambi nella contea di Troms.
Il punto più elevato del territorio comunale è il monte Skrivartinden sull'isola di Hinnøya che raggiunge gli 890 m s.l.m., sul territorio si trovano numerose riserve naturali, 94,8 km² della superficie complessiva sono vincolati a forme diverse di protezione.
La sezione centrale dell'isola è composta prevalentemente di paludi, salmastre sulla costa, vi sono numerose torbiere, sono stati fatti tentativi di coltivazione del camemoro. Sull'isola sono presenti fossili di dinosauri, rilevata la presenza di olio di scisto, carbone, per un breve periodo negli anni 1970 vi fu un infruttuoso tentativo di estrazione di petrolio.

## Economia
La popolazione si concentra in pochi centri abitati lungo la costa, il 64% della popolazione vive nei centri abitati di Andenes e Bleik. Le attività economiche principali sono legate alla pesca e in misura minore all'agricoltura, sulla costa orientale delle isole di Andøya e di Hinnøya si trovano alcune industrie alimentari di lavorazione di carne e latticini, soprattutto ovini. I principali centri abitati (Andenes, Bleik e Nordmela) dispongono di industrie di lavorazione del pesce.
Le acque profonde tra l'isola di Andoya e la terraferma sono molto frequentate dai capodogli (Physeter macrocephalus), le attività turistiche legate al whalewatching hanno portato alla creazione dell'Andenes Hvalsenter, un centro informativo sulle balene al quale nel 1995 è stato affiancato l'Andøy Natursenter, un centro informativo sulla storia naturale dell'isola.
Di fronte alla cittadina di Bleik si trova l'isola disabitata di Bleiksøya le cui scogliere danno direttamente sull'Atlantico e sono un importante sede di nidificazione della pulcinella di mare e altre specie di uccelli marini. 
La Base Aerea di Andøya si trova vicino ad Andenes, ed ospita lo Squadrone 333 della Kongelige Norske Luftforsvaret, assieme a tutti i P-3 Orion per il controllo marittimo delle forze armate norvegesi.
Il comune di Andøy è raggiungibile tramite le navi Hurtigruten, che fermano a Risøyhamn, e l'aeroporto di Andøya-Andenes, dove opera la compagnia aerea Widerøe. Nei mesi estivi è inoltre in funzione un traghetto che collega Andenes a Gryllefjord, sull'isola di Senja.